# PlayStation 3
De PlayStation 3 (kortweg PS3) is een spelcomputer en de derde console in de PlayStation-serie van Sony Computer Entertainment. De console werd gepresenteerd op 16 mei 2005 tijdens de E3-conferentie in Los Angeles. Het is de opvolger van de PlayStation 2 en de voorloper van de PlayStation 4.

## Productie en lancering
De lancering van de PlayStation 3 was op 11 november 2006 in Japan (100.000 stuks), op 17 november 2006 in Noord-Amerika (400.000 stuks) en op 23 maart 2007 in Europa, Rusland, Midden-Oosten en Australië (1.000.000 stuks waarvan 50.000 in de Benelux). De lancering in de PAL-gebieden werd uitgesteld, omdat er vertraging was bij de massaproductie van een component van de blu-rayspeler. De console nam het vooral op tegen Microsofts Xbox 360 en Nintendo's Wii. Deze horen samen tot de zogenaamde zevende generatie van spelcomputers. In december 2015 waren er wereldwijd 87 miljoen consoles verkocht.
In het begin waren er twee verschillende configuraties, die verschilden qua prijs en mogelijkheden. Er was een met een harde schijf van 40 GB zonder achterwaartse compatibiliteit en een met een harde schijf van 60 GB met wel achterwaartse compatibiliteit. De 60 GB-versie beschikte ook nog over een SD/MMC-kaart, CompactFlash/Microdrive en Memory Stick-kaartlezer en vier USB-poorten in plaats van twee bij de 40 GB-versie.
Eind 2007 werd bekendgemaakt dat er geen nieuwe 60 GB-versie meer geproduceerd zouden worden, waarmee de achterwaartse compatibiliteit verdween. In 2008 kwam er een 80 GB-versie uit en later dat jaar een versie met 160 GB harde schijf. In 2009 volgden nog versies met harde schijven van respectievelijk 120 en 250 GB. In juli 2010 bracht Sony nog eens twee nieuwe slim-versies uit van respectievelijk 160 en 320 GB. Het 320 GB-model werd geleverd met een Move-starterspakket.

## Modellen
| 60 GB (NTSC) | CECHAxx                 | Piano Black + Chrome                                               | 4 | Ja  | Ja  | Ja  | Ja · Hardware (Emotion Engine) |
| 20 GB (NTSC) | CECHBxx                 | Piano Black                                                        | 4 | Nee | Nee | Ja  | Ja · Hardware (Emotion Engine) |
| 60 GB (PAL) | CECHCxx                 | Piano Black + Chrome                                               | 4 | Ja  | Ja  | Ja  | Ja · Software (Emulator)       |
| 80 GB (NTSC) | CECHExx                 | Piano Black + Chrome                                               | 4 | Ja  | Ja  | Ja  | Ja · Software (Emulator)       |
| 40 GB (PAL, NTSC) | CECHGxx CECHHxx CECHJxx | Piano Black Ceramic White Satin Silver Gunmetal Gray               | 2 | Ja  | Nee | Nee | Nee                            |
| 80 GB (PAL, NTSC) | CECHKxx CECHLxx CECHMxx | Piano Black Ceramic White Satin Silver                             | 2 | Ja  | Nee | Nee | Nee                            |
| 160 GB (PAL, NTSC) | CECHPxx CECHQxx         | Piano Black Cloud Black                                            | 2 | Ja  | Nee | Nee | Nee                            |
| 120 GB Slim (PAL, NTSC) | CECH-20xxA CECH-21xxA   | Charcoal Black White Pink                                          | 2 | Ja  | Nee | Nee | Nee                            |
| 250 GB Slim (PAL, NTSC) | CECH-20xxB CECH-21xxB   | Charcoal Black White Pink                                          | 2 | Ja  | Nee | Nee | Nee                            |
| 160 GB Slim (PAL, NTSC) | CECH-25xxA CECH-30xxA   | Charcoal Black Classic White Titanium Blue Splash Blue Scarlet Red | 2 | Ja  | Nee | Nee | Nee                            |
| 320 GB Slim (PAL, NTSC) | CECH-25xxB CECH-30xxB   | Charcoal Black Classic White Titanium Blue Splash Blue Scarlet Red | 2 | Ja  | Nee | Nee | Nee                            |
| 120 GB Super Slim (PAL) | CECH-40xxA CECH-42xxA   | Charcoal Black Classic White Titanium Blue Scarlet Red             | 2 | Ja  | Nee | Nee | Nee                            |
| 250 GB Super Slim (NTSC) | CECH-40xxB CECH-42xxB   | Charcoal Black Classic White Titanium Blue Scarlet Red             | 2 | Ja  | Nee | Nee | Nee                            |
| 500 GB Super Slim (PAL, NTSC) | CECH-40xxB CECH-42xxB   | Charcoal Black Classic White Titanium Blue Scarlet Red             | 2 | Ja  | Nee | Nee | Nee                            |
| Alle modellen bevatten: blu-ray/dvd/cd-speler, HDMI 1.3a-, Bluetooth 2.0-, Gigabit-Ethernet- en PlayStation-compatibiliteit. Bronnen: |                         |                                                                    |   |     |     |     |                                |

### Slim
Na de geruchten dat er een 'Slim'-model in productie was, kondigde Sony op 18 augustus 2009 tijdens een persconferentie op Gamescom officieel de PlayStation 3 Slim aan. De Slim-versies beschikken over een harde schijf van 120 GB, 160 GB, 250 GB of 320 GB en zijn 33% kleiner, 36% lichter en verbruiken 34% minder energie dan de oudere modellen. De PS3 Slim was vanaf 1 september 2009 in diverse soorten verkrijgbaar. Bij alle systemen zit een kleine USB-kabel inbegrepen om de controller of andere apparaten zoals headset op te laden. De PlayStation 3 Slim heeft twee USB-aansluitingen. Ook is de Super Slim sneller dan zijn andere variant.

### Super Slim
Tijdens de persconferentie van Sony op 19 september 2012 kondigde Sony de al verwachte opvolger van de Slim aan, de Super Slim. De Super Slim werd op de markt gebracht als een goedkoop model in twee verschillende varianten: een variant met een interne opslagcapaciteit van 500 GB en een goedkopere variant met 120 GB interne opslag. Daarnaast was het nieuwe model ook nog zo'n 20% kleiner ten opzichte van de Slim-versie en was het energieverbruik gedaald van 200 naar 190 watt.

## Technische specificaties

### Afmetingen
- Hoogte: 9,8 cm
- Breedte: 32,5 cm
- Diepte: 27,4 cm
- Gewicht: ± 5 kg

### Blu-raydisk
In tegenstelling tot de PlayStation 2, worden de spellen niet op dvd maar op blu-raydisk (BD) uitgegeven. De PlayStation 3 werkt met bd-rom-discs, waar ongeveer zes keer zoveel informatie op past als op een dvd, ongeveer 50 gigabyte. Met extra lagen past er ongeveer 200 GB op. Theoretisch kan er 1 TB op een schijf, maar praktisch is dit voorlopig onmogelijk. Blu-raydisk is intussen al als opvolger van de dvd gebleken. Vanwege de hogere opslagcapaciteit past er veel meer data op, en daardoor is het mogelijk om er speelfilms op te zetten van high definition-kwaliteit (HD), maar ook spellen van hogere kwaliteit.
Dankzij blu-ray kan men door de capaciteit hogere kwaliteit geluid op de PS3 krijgen, zoals DolbyTrue HD en DTS HD. 7.1.

### Controller

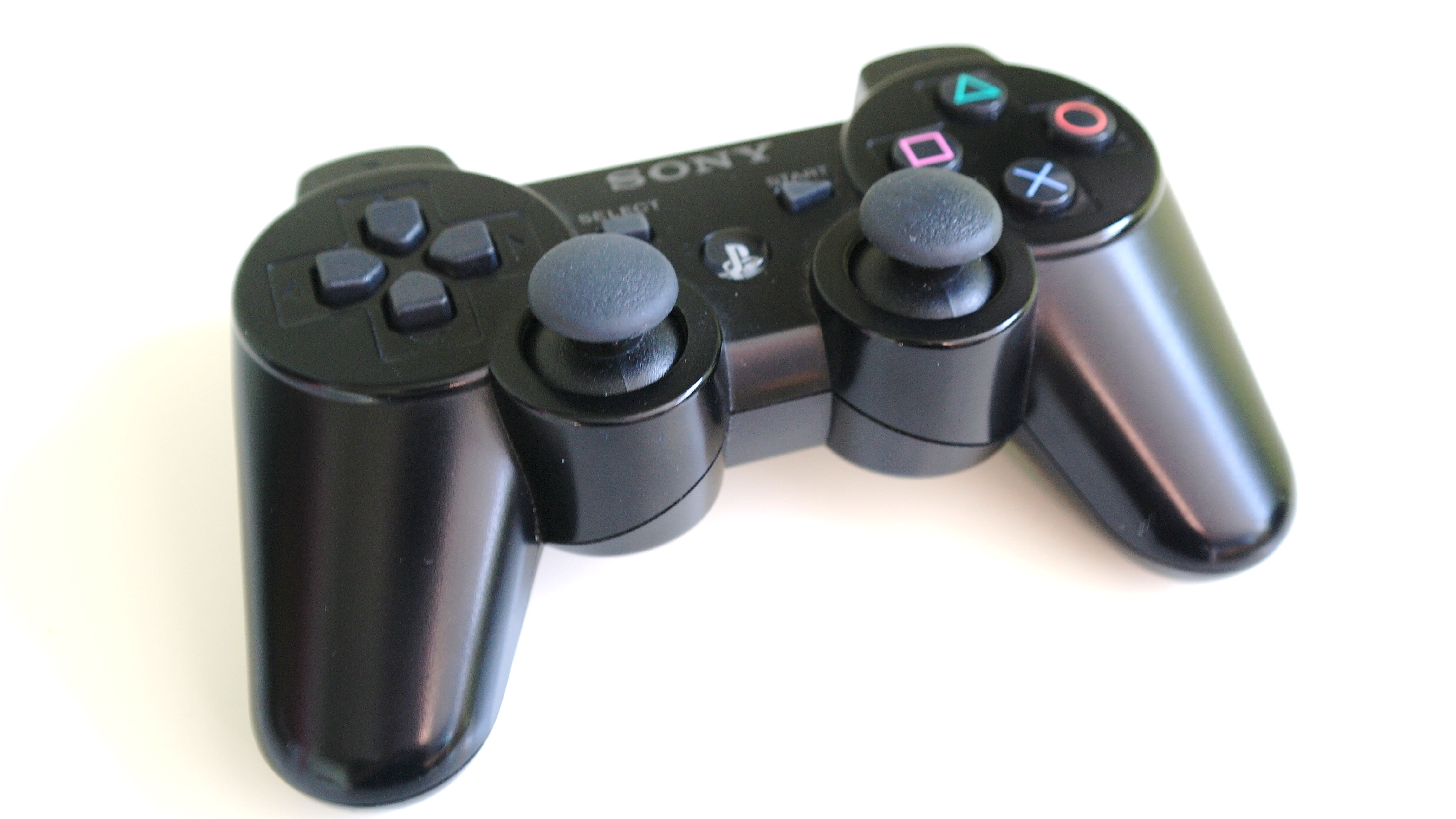
Een DualShock 3-controller

Sixaxis en DualShock 3 zijn de officiële draadloze controlemechanismes of controllers voor de PlayStation 3. In Japan was de individuele controlemechanisme Sixaxis gelijktijdig beschikbaar voor aankoop met de lancering van de console, zonder een USB-to-USB-miniwire, aan een prijs van 5000 yen met inbegrip van belasting (ongeveer € 35). Het was ook beschikbaar bij lancering in de Verenigde Staten voor 49,99 Amerikaanse dollar en 59,99 Canadese dollar in Canada. Bij de lancering in Europa kostte het in het Verenigd Koninkrijk 35 pond sterling, en 60 euro in Nederland. Sixaxis is tevens een palindroom, het is hetzelfde woord indien achteruit gespeld: SIX-A-XIS.
De PlayStation 3 kan met zeven controllers tegelijk werken en heeft ook een aantal nieuwe mogelijkheden. Zo is hij draadloos met gebruik van Bluetoothtechnologie. Het maakt gebruik van zes-assentechnologie, waarmee hij als bewegingssensor fungeert. Zodat als men hem naar voren tilt, het personage of voertuig in het spel ook een beweging naar voren maakt. Hij kan van voren naar achteren, van links naar rechts en om zijn eigen as draaien. Door de grote Home Button in het midden, die de Analoge-knop van de DualShock 2 vervangt, kan de speler gemakkelijk naar het hoofdmenu, en de console uitschakelen. Later werd het via die knop ook mogelijk de mediabar openen.
Sony moest de trilfunctie uit zijn Sixaxis-controller weg laten wegens een lopende rechtszaak over patentschending met Immersion, het bedrijf dat de dualshocktechnologie heeft uitgevonden. Het bedrijf is nu tot een overeenkomst gekomen met Sony waardoor sinds juli 2008 de DualShock 3 verkrijgbaar is. De zwarte DualShock 3 kwam in Japan op 11 november 2007 op de markt met een verkoopprijs van 5.500 yen. In Noord-Amerika kwam hij op 5 april 2008 uit, waar hij voor US$ 54,99 de verkoop in ging. In Australië was 24 april 2008 de releasedatum met een verkoopprijs van 99,95 Australische dollar, gevolgd door Nieuw-Zeeland op 9 mei 2008 met een verkoopprijs van 109,98 Nieuw-Zeelandse dollar en als laatste in Europa op 2 juli 2008 voor € 59,99.
Het controlemechanisme kenmerkt ook meer triggerachtige R2- en L2-knoppen, met een verhoogde precisie (10 bit). Ook de precisie van de joysticks is verbeterd. Een rij van vier genummerde leds indiceert het aantal controllers dat is aangesloten op de PS3 en kan daarnaast ook tonen wat het energieniveau van de batterij van de controller is.

### Cell-processor

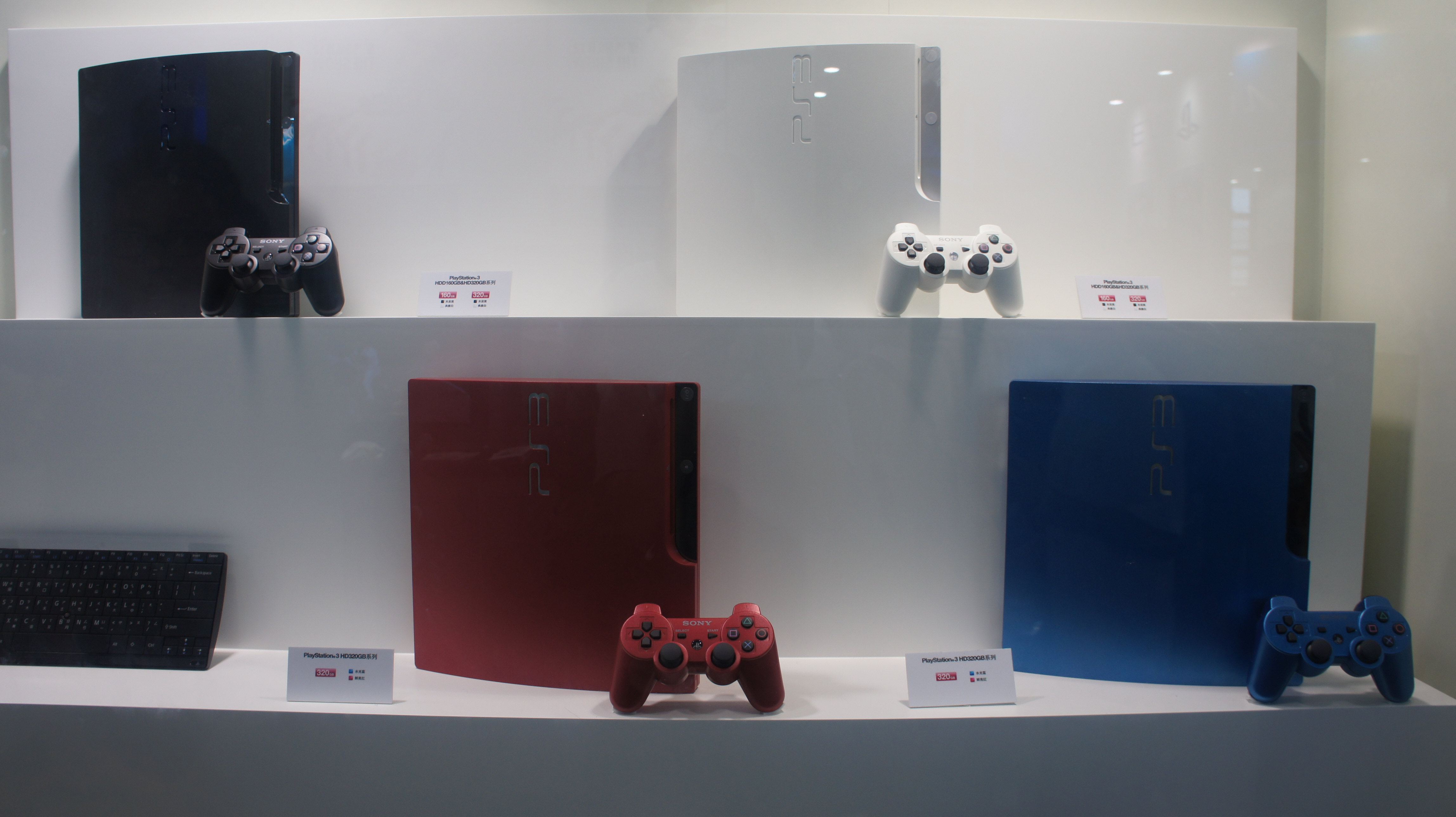
Verschillende kleuren van de PlayStation 3

De processorkracht van de PlayStation 3 is meer dan veertig keer zo groot als die van de PlayStation 2. De PS3 gebruikt zeven van de acht kernen die ieder parallel op 3.2 GHz lopen. De achtste kern is uitgeschakeld tijdens het controleproces na productie. Producent IBM van de Cellprocessor gebruikt CPU's waarvan alle acht kernen werken voor haar eigen supercomputers, terwijl de CPU's, waarbij tijdens de productiecontrole een fout is aangetoond in een van de kernen, beschikbaar komen voor de PlayStation 3. Hierdoor is het uitvalpercentage van de chips in productie minder hoog waardoor de totale productiekosten per CPU afnemen. De Cell-chip is 221 mm² groot en bevat 234 miljoen transistors. Deze chip werd in eerste instantie gefabriceerd met de 90 nanometer SOI-technologie. Later werd gebruikgemaakt van de 65 nanometer SOI-technologie. De bedoeling van dit nieuwe ontwerp van de Cellprocessor was vooral voor kostenvermindering en minder warmteuitstoot. De zeven kernen die gebruikt worden zullen alles leiden naar één kern, die uiteindelijk garant staat voor de kracht van de PS3. Zes kernen worden voor de games gebruikt en 1 voor het OS.

### Besturingssysteem
Het menu van de PS3 is gebaseerd op dat van de PSP en de Japanse PSX: de Cross Media Bar, ook wel XrossMediaBar (XMB) genoemd. Deze bevat de volgende pictogrammen: gebruikers, instellingen, foto's, video's, muziek, tv, games, netwerk, PlayStation Network en vrienden.
Het besturingssysteem gebruikt een van de zeven actieve SPE's van de Cell-processor.
Er was tevens een mogelijkheid om een alternatief besturingssysteem (zoals Linux) te installeren, waardoor de mogelijkheden en de inzetbaarheid van de PS3 werden vergroot. Die mogelijkheid is echter sinds de komst van de Slimlinemodellen verwijderd. Door software update 3.21 in april 2010 is dit ook bij andere modellen niet meer mogelijk.